# Terrobittacus xiphicus
Terrobittacus xiphicus är en näbbsländeart som beskrevs av Tan och Hua 2009. Terrobittacus xiphicus ingår i släktet Terrobittacus och familjen styltsländor. Inga underarter finns listade i Catalogue of Life.